# Vaškovo
Vaškovo är en ort i Montenegro. Den ligger i den centrala delen av landet. Vaškovo ligger 1 111 meter över havet och antalet invånare är 153.
Terrängen runt Vaškovo är huvudsakligen kuperad, men söderut är den bergig. Vaškovo ligger nere i en dal. Närmaste större samhälle är Barice, 6,8 km öster om Vaškovo. I omgivningarna runt Vaškovo växer i huvudsak blandskog.